# 维罗纳罗马剧场

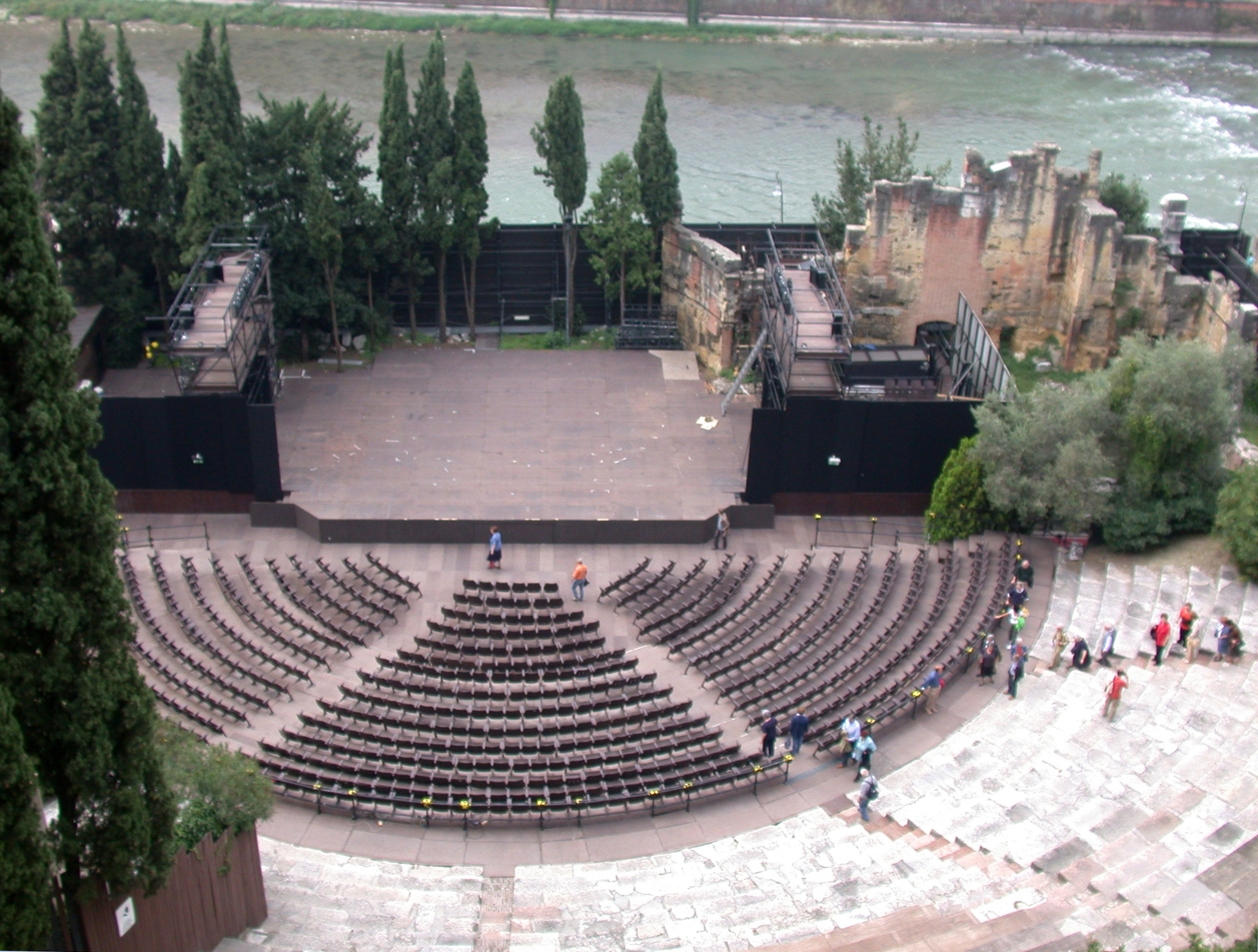
维罗纳罗马剧场

维罗纳罗马剧场（意大利语：Teatro Romano di Verona）是一座古罗马剧场，位于意大利北部城市维罗纳。不要将其与维罗纳圆形竞技场混淆。

## 历史
维罗纳罗马剧场建于公元前1世纪末。1830年前后修复座位、台阶、凉廊和舞台。但是有一部分被建于10世纪的圣Siro教堂占据。